# Thoscora acca
Thoscora acca is een vlinder uit de familie van de Megalopygidae. De wetenschappelijke naam van de soort is voor het eerst geldig gepubliceerd in 1892 door Schaus.